# Посадки з зазором

Схема розміщення полів допусків у системі отвору для посадок із зазором.
Прим. Обведено поля допусків, яким віддається перевага

Поса́дки з зазо́ром — це посадки, які при з'єднанні завжди утворюють зазор. 

## Основні поняття
Зазором називається різниця між діаметрами отвору і вала до складання. Зазор позначається буквою S. Зазор забезпечує можливість відносного переміщення деталей, що з'єднуються.
Розрізняють найменші (мінімальні) та найбільші (максимальні) зазори.
Найменшим зазором називається різниця між найменшим граничним розміром отвору і найбільшим граничним розміром вала (див. рисунок), або різниця між нижнім відхиленням отворів і верхнім відхиленням валу:
{\displaystyle S_{min}=D_{min}-d_{max}=EI-es}.
Найбільшим зазором називається різниця між найбільшим граничним розміром отвору і найменшим розміром вала, або різниця між верхнім відхиленням отвору і нижнім відхиленням валу:
{\displaystyle S_{max}=D_{max}-d_{min}=ES-ei} .
Величина зазору залежить від дійсних розмірів.
Середній зазор:
{\displaystyle S_{m}={\frac {S_{max}-S_{min}}{2}}} .

## Використання
Посадки з зазором використовуються як в точних, так і в грубих квалітетах. Вони призначені для утворення рухомих з'єднань, наприклад, для підшипників ковзання, а також для нерухомих з'єднань, наприклад, для забезпечення безперешкодного складання деталей, що особливо важливо при автоматизації складальних операцій.

### ПосадкиHh{\displaystyle {\frac {H}{h}}}— «ковзні»
Найменший зазор у посадках дорівнює нулю. Вони встановлені у всьому діапазоні точностей розмірів (4...12-й квалітети). У точних квалітетах вони використовуються як центрувальні посадки, тобто забезпечують високих ступінь збігу центру валу з центром отвору, що з ним сполучається. Допускають повільне провертання і поздовжнє переміщення, найчастіше при налагодженнях та регулюваннях.
Посадка {\displaystyle {\frac {H7}{h6}}^{*}} застосовується у нерухомих з'єднаннях при високих вимогах до точності центрування деталей, що часто розбираються: змінні зубчасті колеса на валах, фрези на оправках, центрувальні корпуси під підшипники кочення, змінні кондукторні втулки тощо. Для рухомих з'єднань застосовується при спряженні шпинделя з корпусом свердлильного верстата.
Посадки {\displaystyle {\frac {H8}{h7}}}, {\displaystyle {\frac {H8}{h8}}} мають приблизно те ж використання, що і попередня, але характеризуються ширшими допусками, що полегшує виготовлення деталей.
Посадки {\displaystyle {\frac {H}{h}}} у квалітетах 9...12 призначені для нерухомих і нерухомих з'єднань малої точності. Використовуються для посадки муфт, зірочок, шківів на вали, для невідповідальних шарнірів та роликів.

### ПосадкиHg{\displaystyle {\frac {H}{g}}}— «руху»
Характеризуються мінімальним у порівнянні з іншими посадками гарантованим зазором. Встановлюються лише в точних квалітетах з 4-го до 7-го. Застосовуються для плавних, найчастіше зворотно-поступальних переміщень, допускають повільне обертання за невеликих навантажень.
Посадки {\displaystyle {\frac {H6}{g5}}^{*}}, {\displaystyle {\frac {H7}{g6}}^{*}} застосовуються в плунжерних і золотникових парах, у шпинделях ділильних головок тощо.

### ПосадкиHf{\displaystyle {\frac {H}{f}}}— «ходові»
Характеризуються помірним гарантованим зазором. Застосовуються для забезпечення вільного обертання у підшипниках ковзання загального призначення при легких та середніх режимах роботи на швидкостях до 150 с—1 та в опорах поступального руху.
Посадки {\displaystyle {\frac {H7}{f7}}^{*}}, {\displaystyle {\frac {H8}{f8}}} застосовуються у підшипниках ковзання коробок передач верстатів, у спряженнях поршня з циліндром у компресорах, в гідравлічних пресах.

### ПосадкиHe{\displaystyle {\frac {H}{e}}}— «легкоходові»
Характеризуються значним гарантованим зазором, удвічі більшим, ніж у ходових посадок. Застосовуються для забезпечення вільного обертового руху при швидкостях обертання понад 150 с—1, а також для компенсації похибок монтажу і деформацій, що виникають під час роботи.
Посадки {\displaystyle {\frac {H7}{e8}}},  {\displaystyle {\frac {H8}{e8}}} застосовуються для підшипників рідинного тертя турбогенераторів, великих електромашин, корінних шийок колінчастих валів.

### ПосадкиHd{\displaystyle {\frac {H}{d}}}— «широкоходові»
Характеризуються великим гарантованим зазором, що дозволяє компенсувати значні відхилення розташування поверхонь спряження та температурні деформації із забезпеченням вільного переміщення деталей або їх регулювання і складання.
Посадки {\displaystyle {\frac {H8}{d9}}^{*}}, {\displaystyle {\frac {H9}{d9}}^{*}} застосовуються для з'єднань при невисоких вимогах до точності для підшипників трансмісійних валів, для поршнів в циліндрах компресорів.
Посадка {\displaystyle {\frac {H11}{d11}}^{*}} застосовується для кришок пішипників та розпірних втулок в корпусах, для шарнірів і роликів на осях.